# Cartuccia (informatica)

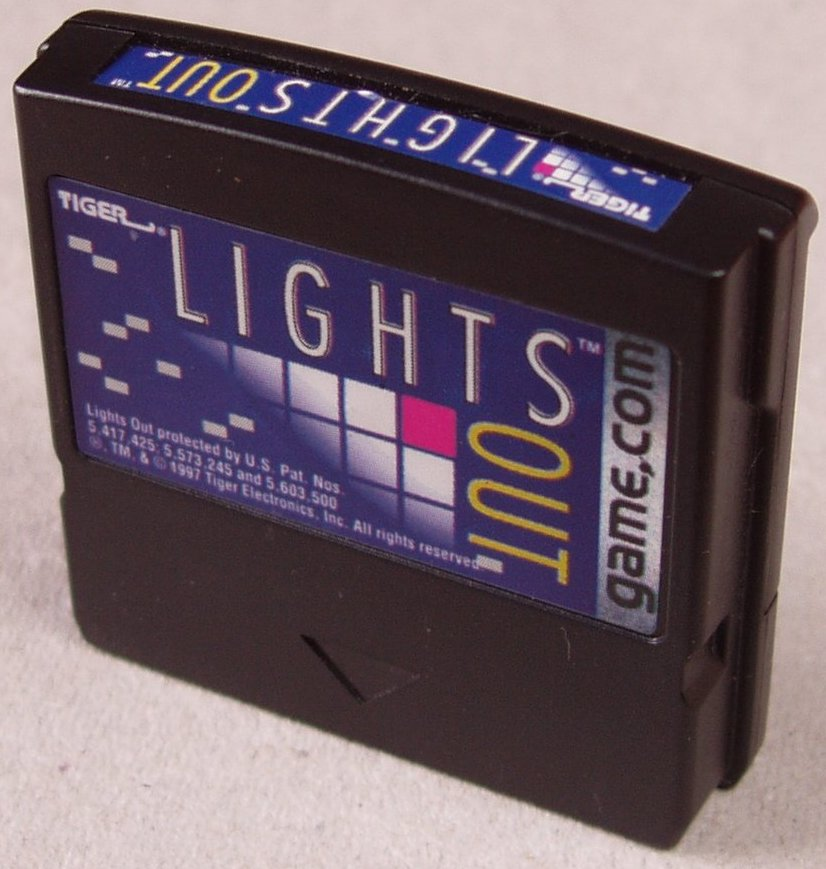
Una cartuccia per la console Game.com

Una cartuccia (in inglese anche ROM cartridge o cartridge) o cassetta è un supporto di memoria rimovibile alloggiato su una scheda elettronica collegabile mediante un connettore a un sistema. In elettronica può essere utilizzata per programmare il funzionamento di diversi apparecchi, in informatica per distribuire contenuti software o aggiungere memoria RAM.
L'abitudine di distribuire il software su una cartuccia contenente memoria non volatile (generalmente di tipo ROM) si diffuse tra i primi home computer nonché tra le console, nei quali era presente una speciale porta di espansione che permetteva l'inserimento di tali supporti, fino alla diffusione dei dischi ottici, che portò al progressivo abbandono delle cartucce. Il supporto è stato diffuso più a lungo, e ancora non del tutto abbandonato, per le console portatili.

## Storia

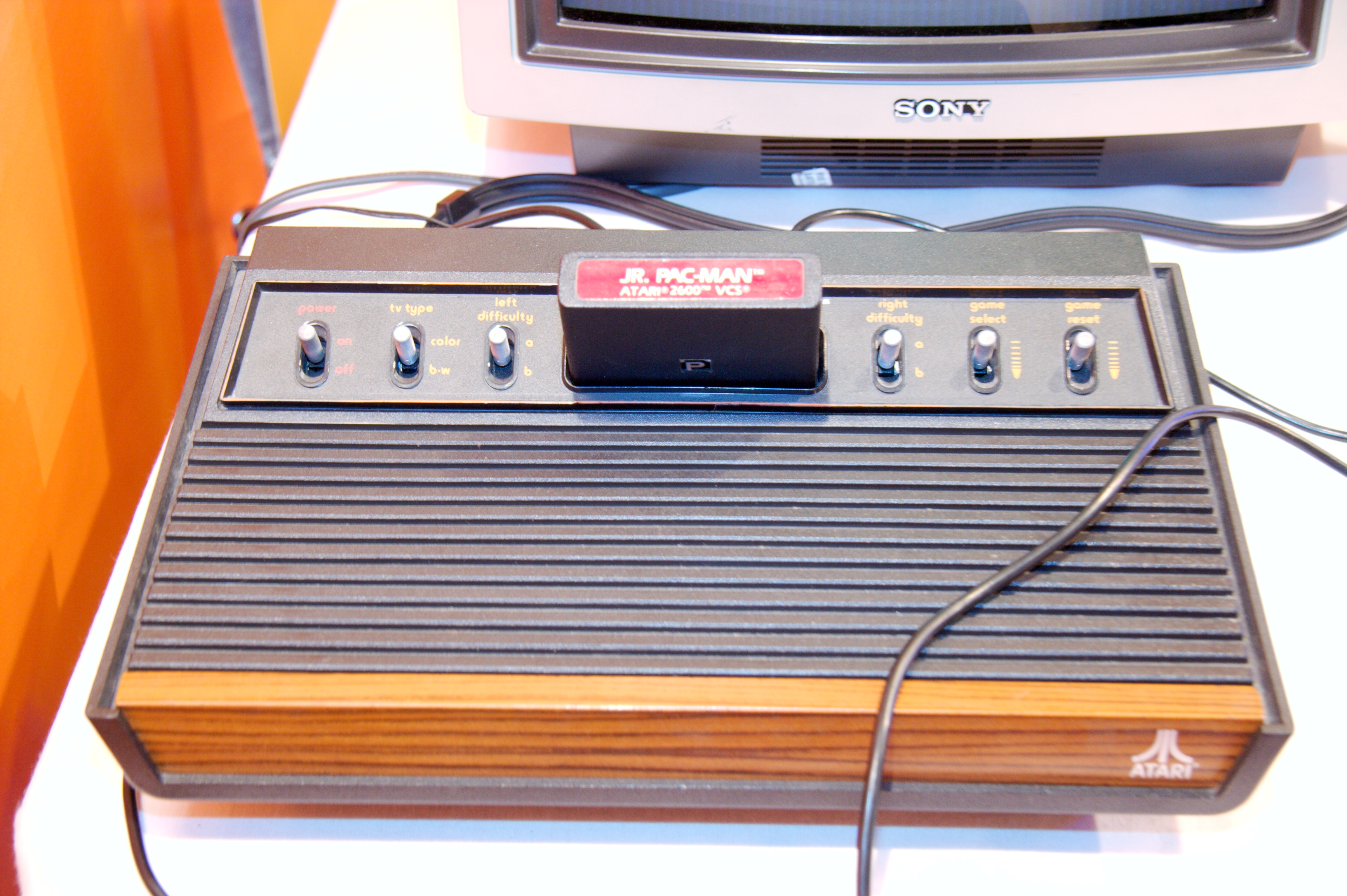
L'Atari 2600 con una cartuccia inserita nell'apposita porta.

Questo metodo di memorizzazione del software fu adottato inizialmente dai costruttori delle prime console domestiche degli anni settanta per distribuire i giochi per i loro sistemi e divenne negli anni ottanta molto comune grazie alla diffusione di popolari console quali l'Atari 2600 e il Nintendo Entertainment System. L'uso delle cartucce è rimasto preponderante per le console da tavolo fino alla quarta generazione, e ha continuato ulteriormente per le console portatili.
Nonostante tra gli home computer a 8 bit quali i Commodore, gli Atari 8-bit, i Sinclair e gli MSX il supporto prevalentemente utilizzato fosse la più comune cassetta a nastro seguita dal floppy disk, l'uso di distribuire software su cartuccia fu adottato anche su questi sistemi, sui quali era presente una speciale porta di espansione.
Esse rimasero in uso per molto tempo fino alla diffusione di massa, nei primi anni novanta, dei dischi ottici e dei CD-ROM, che le surclassarono per capacità di memorizzazione, praticità e costo di produzione. A partire dagli anni 2000 sono utilizzate esclusivamente per alcune console portatili come il Nintendo 3DS e la PlayStation Vita, o ibride, come la Nintendo Switch.

## Descrizione
L'uso di una cartuccia come supporto di memorizzazione è un metodo per aggiungere funzionalità o contenuti extra a un sistema: ad esempio, una cartuccia può contenere un videogioco per una console domestica o portatile oppure un programma per un computer. In alcuni casi il progetto del computer prevedeva la possibilità di accedere tramite quella porta sia al bus indirizzi che al bus dati: la ROM della cartuccia viene mappata direttamente nello spazio di indirizzi della CPU, di modo che questa possa accedere direttamente alle informazioni in esse contenute. Sfruttando questo comportamento, venivano prodotte anche delle "espansioni di memoria", ossia cartucce che contengono della RAM che erano usate per aumentare la dotazione di memoria del computer su cui venivano installate.

### Caratteristiche aggiuntive

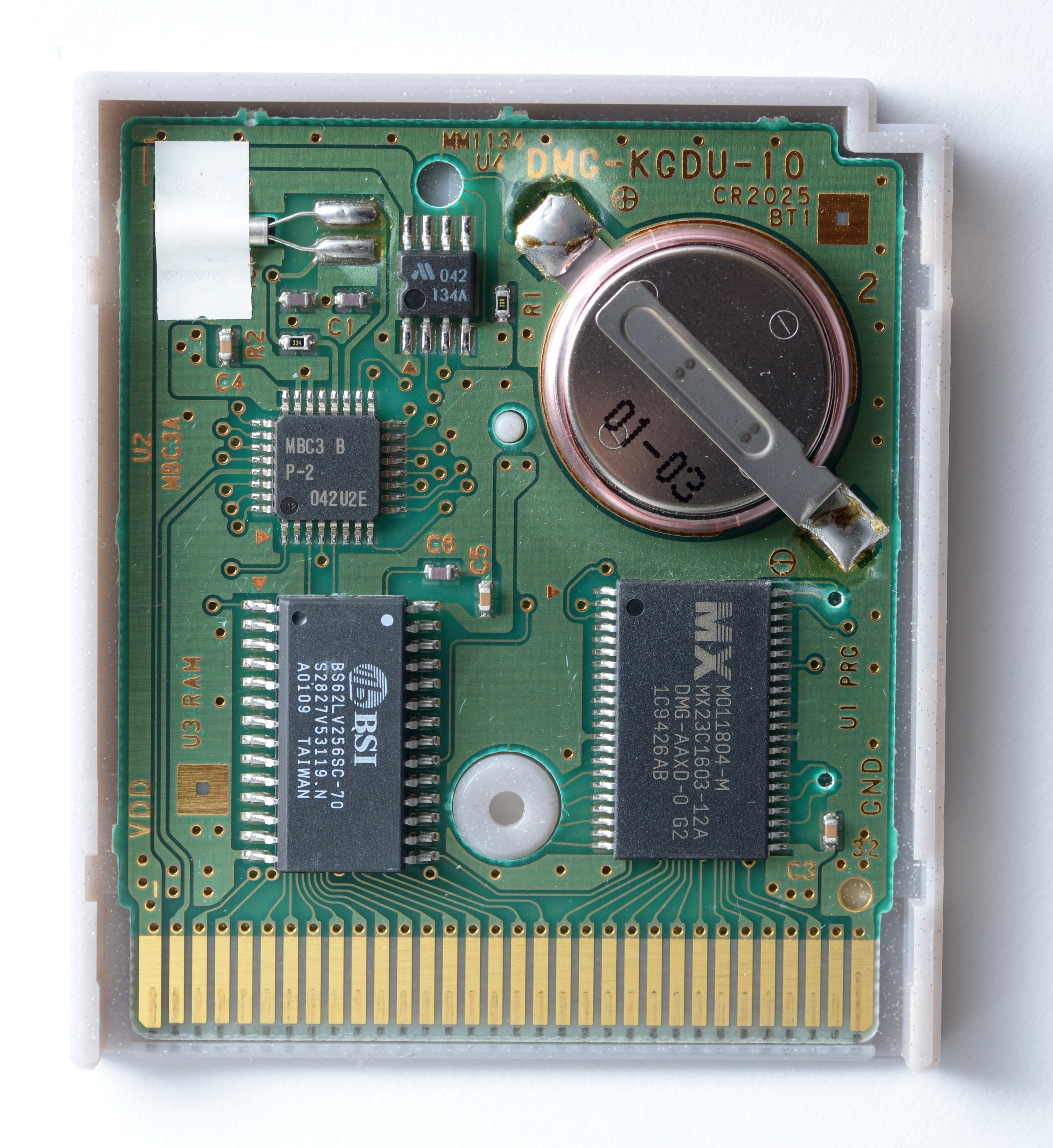
Interno della cartuccia del gioco Pokémon Argento per il Game Boy Color: si nota la batteria a bottone che alimenta la memoria RAM per il salvataggio delle partite.

Le cartucce permettono di includere espansioni di memoria o altro hardware: esempi di ciò sono il chip Super FX nelle cartucce di alcuni giochi per il Super Nintendo Entertainment System, o i moduli per la voce e gli scacchi nelle cartucce per la Magnavox Odyssey². Alcune cartucce contengono delle batterie interne usate per alcuni compiti quali il salvataggio delle partite. Il primo gioco a essere dotato di questa caratteristica fu The Legend of Zelda per il Nintendo Entertainment System: essa contiene una memoria RAM per i dati alimentata da una batteria tampone.
Grazie a questa innovazione anche l'industria dei giochi poté cominciare a pubblicare titoli per console che offrissero all'utente una trama più articolata e una giocabilità più lunga rispetto ai precedenti titoli in cui una partita si esauriva in pochi minuti. La capacità della batteria era tale che i dati erano preservati per anni. Se però la batteria si esauriva o si guastava, tutti i dati memorizzati erano persi: era generalmente possibile continuare a giocare ma la cartuccia non era più in grado di conservare le partite. Altre cartucce contenevano un orologio in tempo reale: Nintendo ad esempio lo introdusse nelle cartucce della seconda generazione dei giochi Pokémon per creare degli eventi legati allo scorrere del tempo, come ad esempio la crescita dei frutti sugli alberi o le prove giornaliere che cambiavano ogni 24 ore.

### Utilizzo

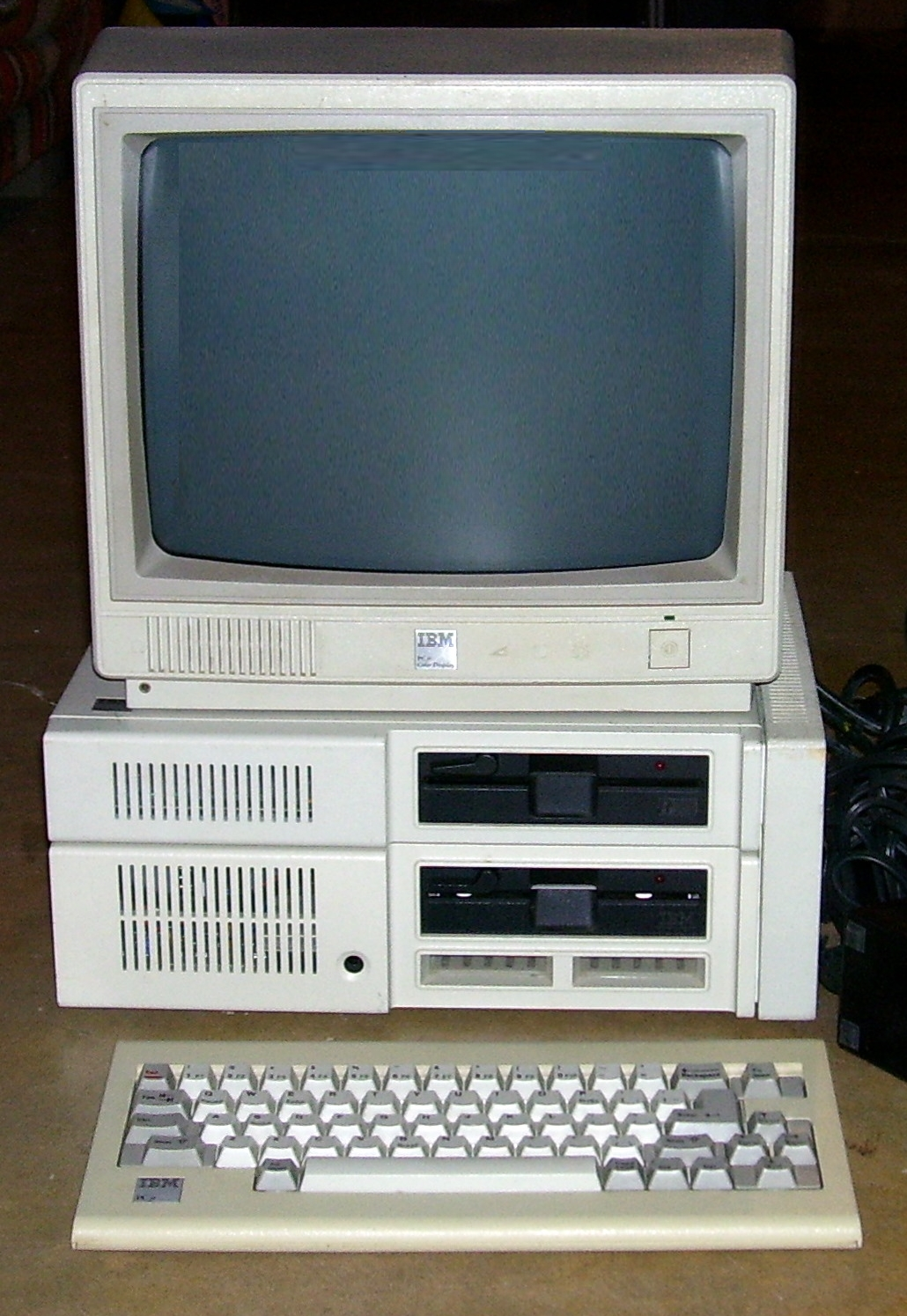
Un IBM PCjr con 2 porte destinate alle cartucce (visibili in basso sotto le unità dischi).

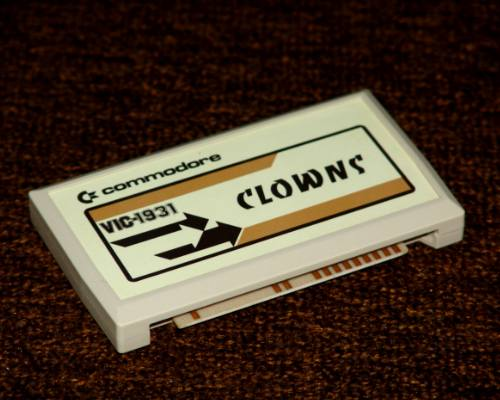
Una cartuccia per il Commodore VIC-20.

Sono state utilizzate in vari sistemi:
- Console per videogiochi: ad esempio sistemi Atari, NES, SNES, Nintendo 64, serie Game Boy, Sega Genesis/Mega Drive, Game Gear, SNK Neo Geo. Il primo sistema basato su cartucce fu il Fairchild Channel F.[4]
- Home/personal computer: ad esempio sistemi Atari 8-bit, IBM PCjr,[5] computer Commodore,[6] computer Sinclair, computer MSX.
- Macchine arcade che supportano giochi intercambiabili dal gestore, ad esempio DECO Cassette System e PlayChoice-10.

Computer famosi che usavano le cartucce come supporto in aggiunta alle cassette con nastro magnetico e/o ai floppy furono i Commodore VIC-20, Commodore 64 (vedi cartucce per Commodore 64), Commodore 16, gli Atari 400/800/XL/XE, il Texas Instruments TI-99/4A (dove si chiamarono Solid State Command Modules e non erano mappate direttamente sul bus di sistema), l'IBM PCjr (su cui le cartucce furono mappate nello spazio del BIOS), i computer MSX, gli home computer Sinclair ZX80, ZX81 e ZX Spectrum e altri. Dalla fine degli anni settanta alla metà degli anni novanta la maggior parte delle console domestiche fu basata sulle cartucce. Quando la tecnologia dei dischi ottici cominciò a diffondersi come principale supporto di memorizzazione molti produttori di hardware iniziarono ad abbandonare le cartucce in favore dei compact disc (CD), dato che i CD-ROM erano più economici da produrre e potevano contenere molte più informazioni.
La Nintendo fu l'ultimo produttore di console domestiche a passare ai dischi ottici: la sua console Nintendo 64 del 1996 adottò ancora le cartucce come supporto per i propri giochi. Nonostante la questione economica (una ROM costa più di un CD) e i problemi legati alla capienza (un CD può contenere molti più dati), Nintendo ottenne comunque dei vantaggi nell'uso di tale supporto: ridusse la possibilità di copiare illegalmente i suoi giochi (copiare una ROM non è alla portata di tutti) e i tempi di caricamento degli stessi erano minimi. Nel 2001, con la presentazione del GameCube, anche Nintendo passò ai dischi ottici, tornando alle cartucce nel 2017 con lo Switch.
La capacità delle cartucce fu spesso riportata in modo ambiguo, citando sovente la capacità della ROM in "mega", senza specificare se si trattava di megabit o megabyte. Nonostante tale pratica sia col tempo scomparsa, le cartucce sono alle volte ancora indicate con la dicitura in megabit per far sembrare, a chi non conosce la differenza fra bit e byte, che il dispositivo abbia una generosa capienza: ad esempio, 512 megabit al posto di 64 megabyte.

### Vantaggi e svantaggi

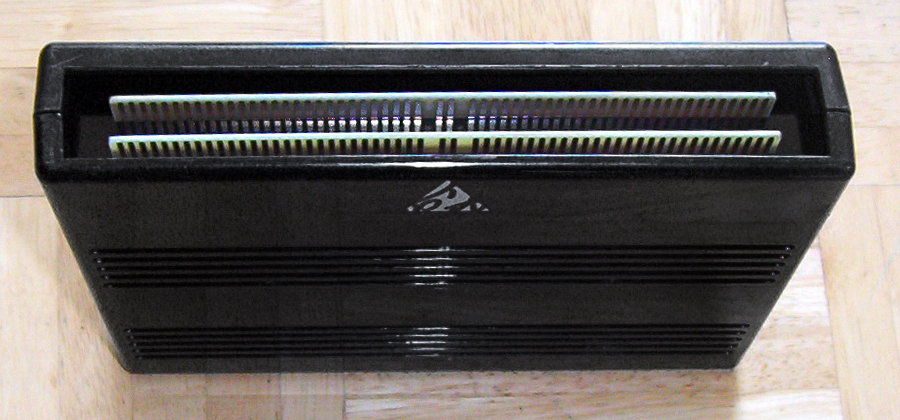
Le cartucce per la console Neo Geo misurano 19×13,5 cm.

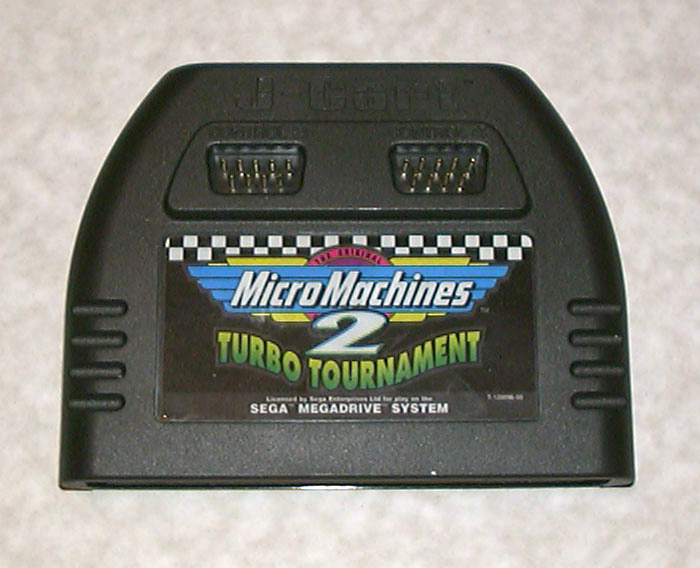
Una cartuccia per il Sega Mega Drive con 2 porte per controller aggiuntivi.

Il vantaggio di usare una cartuccia rispetto ad altri supporti è dato principalmente dall'avere un tempo di accesso ai dati tale da permettere di eseguire il codice direttamente dalla ROM: questa viene generalmente mappata direttamente nel normale spazio di indirizzi del sistema e può essere gestita come una normale memoria. Grazie a ciò non si ha solo un caricamento del gioco quasi istantaneo ma si usa anche meno RAM per il sistema visto che i dati vengono letti direttamente dalla ROM invece che essere letti e copiati da memorie di massa lente quali i dischetti o i dischi ottici. Un altro vantaggio dell'utilizzo di una cartuccia è dato dalle ridotte dimensioni del supporto del gioco, inferiore rispetto ad un disco ottico.
Inoltre l'involucro della cartuccia funziona anche come contenitore protettivo per la ROM del gioco, contenitore che è resistente ai danneggiamenti (anche se tale resistenza dipende molto dal progetto del supporto) : un disco ottico è, invece, molto più soggetto a danneggiamenti (graffi, esposizione a luce o calore) che ne possono compromettere l'utilizzo, un nastro può fuoriuscire dalla cassetta o incastrarsi nel lettore, un dischetto può rigarsi mentre una cartuccia protegge la sua ROM in un involucro di plastica. Anche una cartuccia può però rovinarsi: urti o cadute possono danneggiare le parti interne se il contenitore non tiene ben ferma al suo interno la scheda elettronica ed i suoi chip ROM, oppure i contatti del connettore possono smettere di funzionare a causa dell'usura data dall'uso o per l'accumulo di sporcizia sugli stessi.
I principali svantaggi di una cartuccia sono il suo elevato costo e la ridotta capacità rispetto ad altri tipi di supporto. Questi fattori sono stati i motivi per cui sono stati universalmente adottati i dischi ottici, sacrificando i tempi di caricamento in favore della maggiore capacità. Mentre un CD-ROM può contenere oltre 600 MB di dati, la più grande cartuccia di Nintendo, l'ultimo grande produttore di console da gioco ad abbandonare questo supporto, arrivava a 64 MB (512 Mbit). Fatta eccezione per le cartucce di Nintendo Switch che riescono a contenere fino a 32 GB di memoria.